# Eyale Le Beau
Eyale Le Beau (29 de enero de 1989) es un deportista congoleño que compite en judo. Ganó una medalla de bronce en el Campeonato Africano de Judo de 2018 en la categoría de –90 kg.

## Palmarés internacional
| Campeonato Africano | Campeonato Africano | Campeonato Africano | Campeonato Africano |
| Año                 | Lugar               | Medalla             | Categoría           |
| ------------------- | ------------------- | ------------------- | ------------------- |
| 2018                | Túnez (Túnez)       | Medalla de bronce   | –90 kg              |